# Ryszard Trenkler

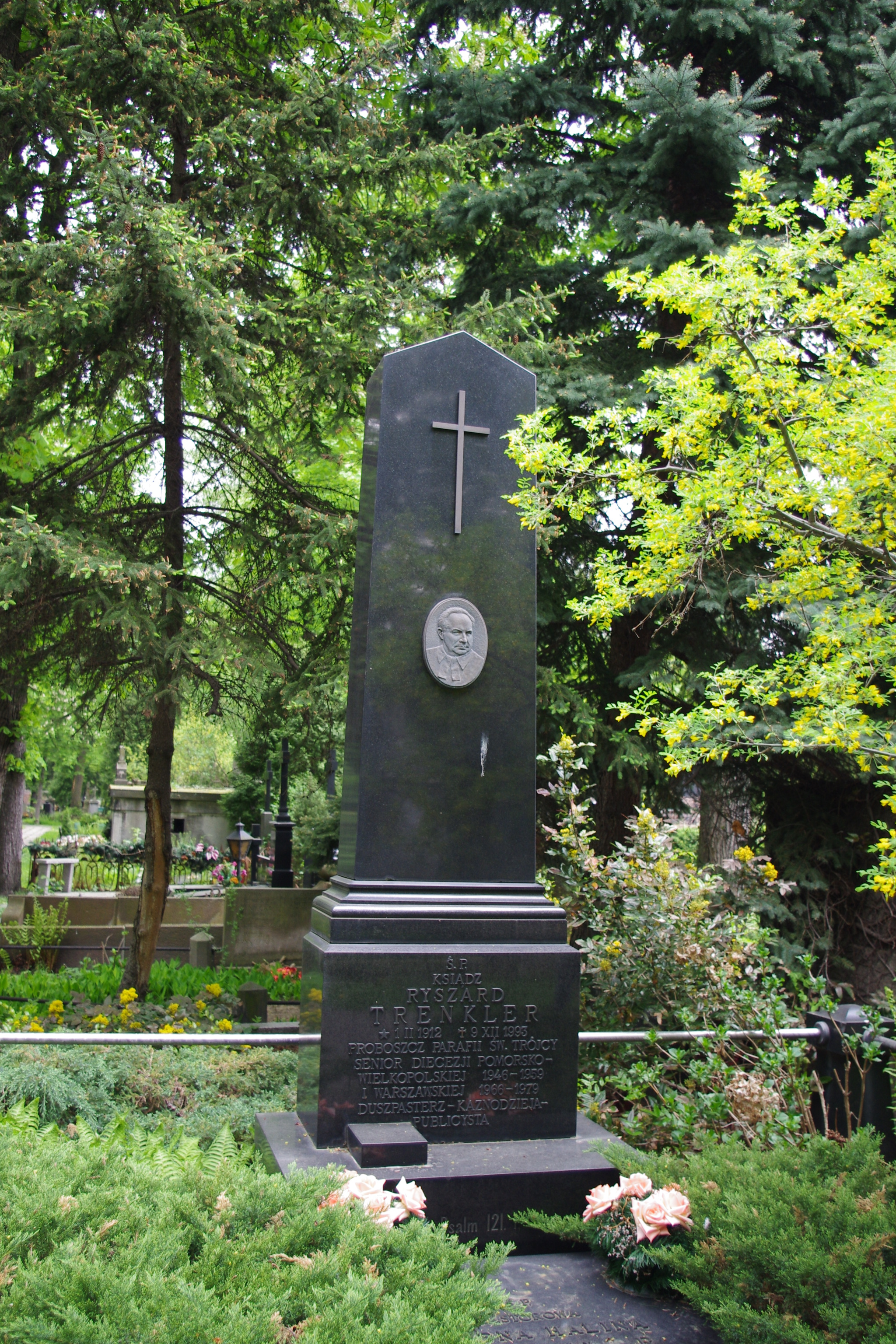
Grób ks. Ryszarda Trenklera na Cmentarzu ewangelicko-augsburskim w Warszawie

Ryszard Trenkler (ur. 1 lutego 1912 we Władysławowie koło Turku, zm. 9 grudnia 1993 w Warszawie) – polski duchowny luterański, proboszcz w Toruniu i Warszawie, senior diecezji pomorsko-wielkopolskiej i diecezji warszawskiej Kościoła Ewangelicko-Augsburskiego, pisarz religijny.

## Życiorys
Urodził się w rodzinie Henryka Trenklera i Amalii z d. Press. Gimnazjum Humanistyczne w Turku ukończył w 1931 r. Po ukończeniu studiów na Wydziale Teologii Ewangelickiej Uniwersytetu Warszawskiego (pracę magisterską Eschatologia św. Pawła napisał pod kierunkiem ks. prof. Adolfa Suessa), został ordynowany na duchownego 25 października 1936 r. Jeszcze przed ordynacją, od 1 marca 1936 r. wspomagał ks. Waldemara Preissa w pracy parafialnej w Bydgoszczy, gdzie został wikariuszem (od 1 listopada 1936 r. jako pełnoprawny duchowny). W sierpniu 1937 r. został administratorem, a 1 listopada 1937 r. został wybrany proboszczem polskiej parafii ewangelickiej w Toruniu, a jednocześnie administratorem w Grudziądzu, gdzie – z przerwą wojenną – pracował do 1959 r.
Podczas okupacji niemieckiej w latach 1939–1944 był pozbawiony urzędu i ukrywał się w Warszawie pod przybranym nazwiskiem. Pozostał po wybuchu powstania warszawskiego na Pradze, w grudniu 1944 r. działał w parafii w Lublinie.
Wiosną 1945 r. pełnił funkcje duszpasterskie w Warszawie, gdzie udzielił m.in. pierwszego po wojnie ślubu i odprawił pierwsze nabożeństwo luterańskie, w kościele ewangelicko-reformowanym. Po powrocie w maju 1945 r. do Torunia jako pełnomocnik  Konsystorza wraz ze świeckimi współpracownikami doprowadził do uregulowania powojennych stosunków własnościowych, odzyskując na cele parafii kościół św. Szczepana i kaplicę, a także stopniowo szereg obiektów kościelnych w innych miejscowościach (np. Grudziądz, Lipno, Konin, Włocławek, często zajętych przez parafie katolickie. Akcja rewindykacyjna umożliwiła wznowienie w miarę normalnego życia religijnego. Pod koniec 1945 r. ks. Trenkler opublikował Mały śpiewnik kościelny, niezbędny w okresie powojennym i mający kilka wydań. Od 1946 r. z nominacji Konsystorza pełnił obowiązki seniora diecezji pomorsko-wielkopolskiej i ponownie z wyboru od 1951 r. Był z urzędu administratorem innych parafii, nieposiadających własnych duchownych, m.in. w Bydgoszczy (1945) i Poznaniu (1948–1949).
24 kwietnia 1959 r. został wybrany II proboszczem (zastępcą proboszcza) parafii Świętej Trójcy w Warszawie, w latach 1963–1979 był jej proboszczem i od 30 stycznia 1966 jednocześnie seniorem diecezji warszawskiej. W stan spoczynku przeszedł 1 czerwca 1979 r.
W Warszawie kontynuował pracę nad kompletowaniem wyposażenia wnętrza kościoła po zakończonej w 1958 r. odbudowie, w 1965 r. przeprowadził remont kościoła filialnego w Warszawie Włochach, kaplicy Halpertów na cmentarzu przy ul. Młynarskiej i domu opieki „Tabita” w Konstancinie-Jeziornie. Z jego inicjatywy kościół warszawski stał się popularnym miejscem koncertów. Wchodził w skład komitetu redakcyjnego kościelnego czasopisma „Zwiastun”, opublikował ponad 400 artykułów treści religijnej i historycznej w różnych periodykach religijnych w kraju i zagranicą oraz trzy zbiory kazań.
Według zachowanych w archiwach IPN-u dwóch teczek, był tajnym współpracownikiem SB (ps. „Wyznawca”) od drugiej połowy  lat 50. (1957-1980).
Jest pochowany na cmentarzu parafialnym w Warszawie (aleja E, grób 9a). 20 października 2002 r. została odsłonięta tablica pamiątkowa ku jego czci w kościele św. Szczepana w Toruniu.

## Publikacje
- Mały śpiewnik kościelny, Toruń, 1945 (6 edycji, ostatnie w Warszawie w latach 50.)
- (tłum.) Emil Brunner, Nasza wiara, Warszawa, Wydawnictwo Słowo Prawdy, 1963
- Kościół Wang w Karpaczu, Warszawa, Zwiastun, 5 wydań, 1963-1977 (wyd. 1 ukazało się jako Świątynia Wang – zabytek sztuki nordyckiej)
- Z Bogiem przez życie. Kazania warszawskie, Warszawa, Zwiastun, 1971
- Zwyciężyłeś, Galilejczyku, Warszawa, Zwiastun, 1981
- Powołani do wolności, Warszawa, Zwiastun, 1991